# Paul Kehoe

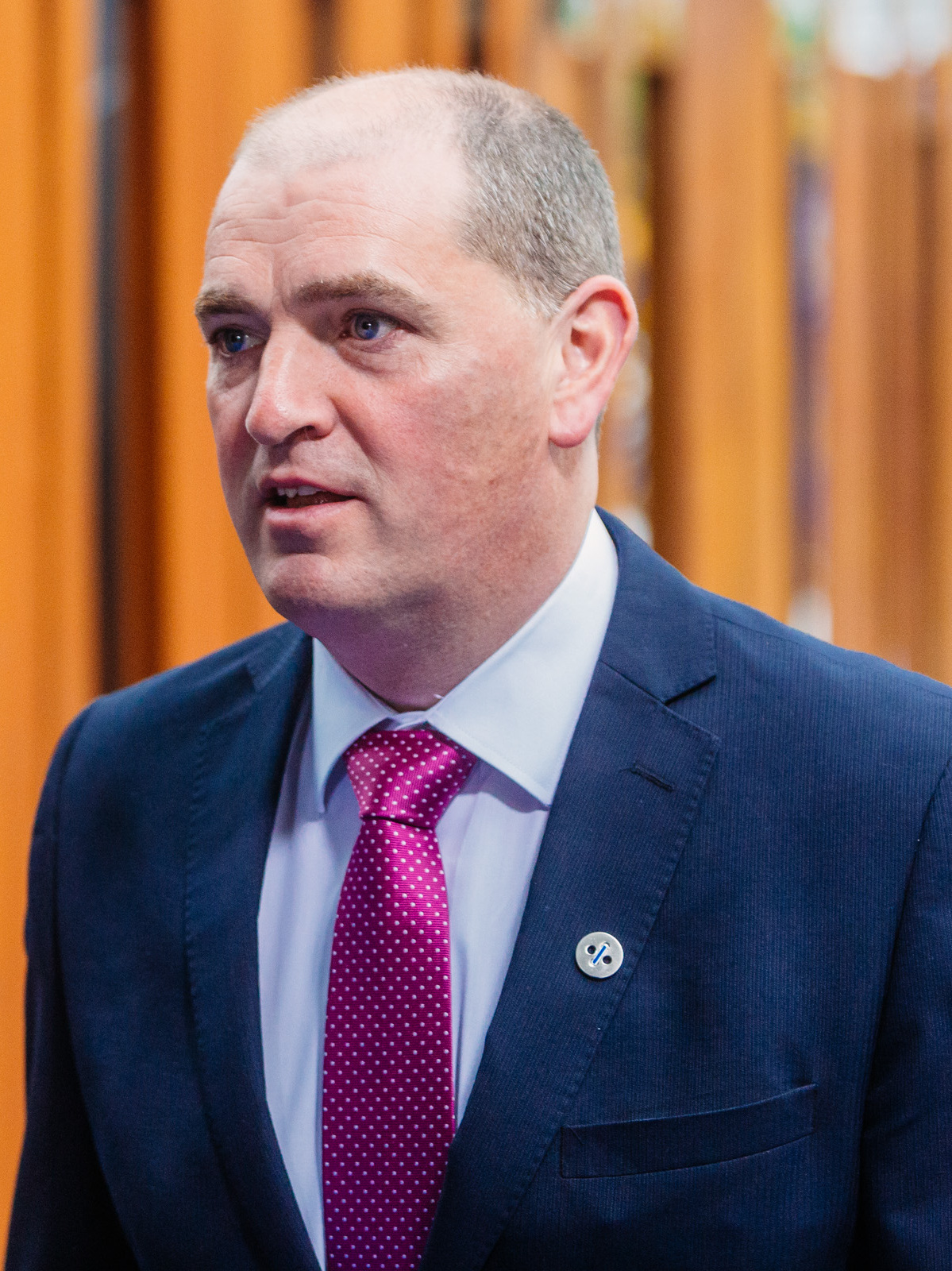
Paul Kehoe (2017)

Paul Kehoe (* 11. Januar 1973 in Bree, County Wexford) ist ein irischer Landwirt und Politiker der Fine Gael.

## Biografie
Kehoe wuchs in Bree auf. Seine Eltern waren Landwirte. Er studierte nach dem Schulbesuch Agrarökonomie am Kildalton Agricultural and Horticultural College.
2002 wurde Kehoe erstmals zum Abgeordneten (Teachta Dála) im Wahlkreis Wexford gewählt. Bei den folgenden Wahlen konnte er den Sitz jeweils verteidigen.
Am 9. März 2011 wurde er von Premierminister (Taoiseach) Enda Kenny zum Staatsminister beim Taoiseach und Government Chief Whip sowie als Staatsminister im Verteidigungsministerium ernannt.
2016 gab er die Aufgabe des Government Chief Whip an Regina Doherty ab. Nach den Wahlen 2020 war für ihn in der Regierung Martin I kein Platz mehr. Zwischenzeitlich war mehrmals der Vorwurf gegen ihn erhoben worden, dass er sich mit militärischen Angelegenheiten nicht auskenne.
2024 kündigte er an, bei den kommenden Wahlen nicht wieder zu kandidieren.

## Privatleben
Paul Kehoe ist seit 2007 mit Brigid O’Connor verheiratet, mit der er drei Kinder hat.